# Thunbergia lacei
Thunbergia lacei är en akantusväxtart som beskrevs av James Sykes Gamble. Thunbergia lacei ingår i släktet thunbergior, och familjen akantusväxter. Inga underarter finns listade i Catalogue of Life.